# Eulophiella
Eulophiella es un género con cinco especies de orquídeas de hábitos terrestres. Es originario de Madagascar y fue segregado del género Eulophia.

## Especies
- Eulophiella capuroniana Bosser & Morat, Adansonia, n.s., 12: 73 (1972).
- Eulophiella elisabethae Linden & Rolfe, Lindenia 7: t. 325 (1891).
- Eulophiella ericophila Bosser, Adansonia, n.s., 14: 215 (1974).
- Eulophiella galbana (Ridl.) Bosser & Morat, Adansonia, III, 23: 22 (2001).
- Eulophiella roempleriana (Rchb.f.) Schltr., Orchis 9: 109 (1915).